# Jan Werner
Johannes Wouter Hendrik (Jan) Werner (1950) was van 1978 tot 2014 conservator kaarten en atlassen van de Universiteitsbibliotheek van Amsterdam.

## Biografie
In 1978 werd Werner conservator van de belangrijke kaarten- en atlassencollectie van de Amsterdamse universiteitsbibliotheek. In die jaren verzorgde hij talrijke tentoonstellingen waarbij catalogi verschenen. Daarnaast verzorgde hij uitgaven van oude kaarten of schreef in vaktijdschriften over belangrijke cartografen en hun atlassen. De belangrijkste uitgave die hij van een omvangrijk toelichtingsdeel van meer dan 600 pagina's voorzag was die van de facsimile van de Atlas der Neederlanden die tussen 2013 en 2015 verscheen, een 9-delige atlas waarin kaarten uit de 16e tot 19e eeuw zijn opgenomen en waarvan het unieke origineel zich in de UB bevindt, vlak voordat hij met pensioen ging bij de UB.